# Piriatin
Piriatin (en ucraïnès: Пиря́тин, pronunciat [pɪˈrʲɑtɪn]) és una ciutat de la província de Poltava, a Ucraïna. És el centre administratiu del raion de Piriatin.
Població: 14.988 (2022).

## Història
A finals del 1941 o principis del 1942, es va establir un gueto custodiat per policies que comptava amb més de 1.500 jueus a finals de març del 1942. Hi va haver dues execucions importants de jueus realitzades per unitats SD Sonderkommando Plath, acompanyats per la policia auxiliar d'Ucraïna. La primera va tenir lloc el 6 d'abril del 1942, uns 1.530 jueus van ser portats al bosc, 3 km de la ciutat, i assassinat. La segona execució massiva va tenir lloc el 18 de maig del 1942, quan diverses famílies jueves van ser assassinades juntament amb 380 comunistes i militants soviètics, i 25 famílies gitanes.

## Galeria

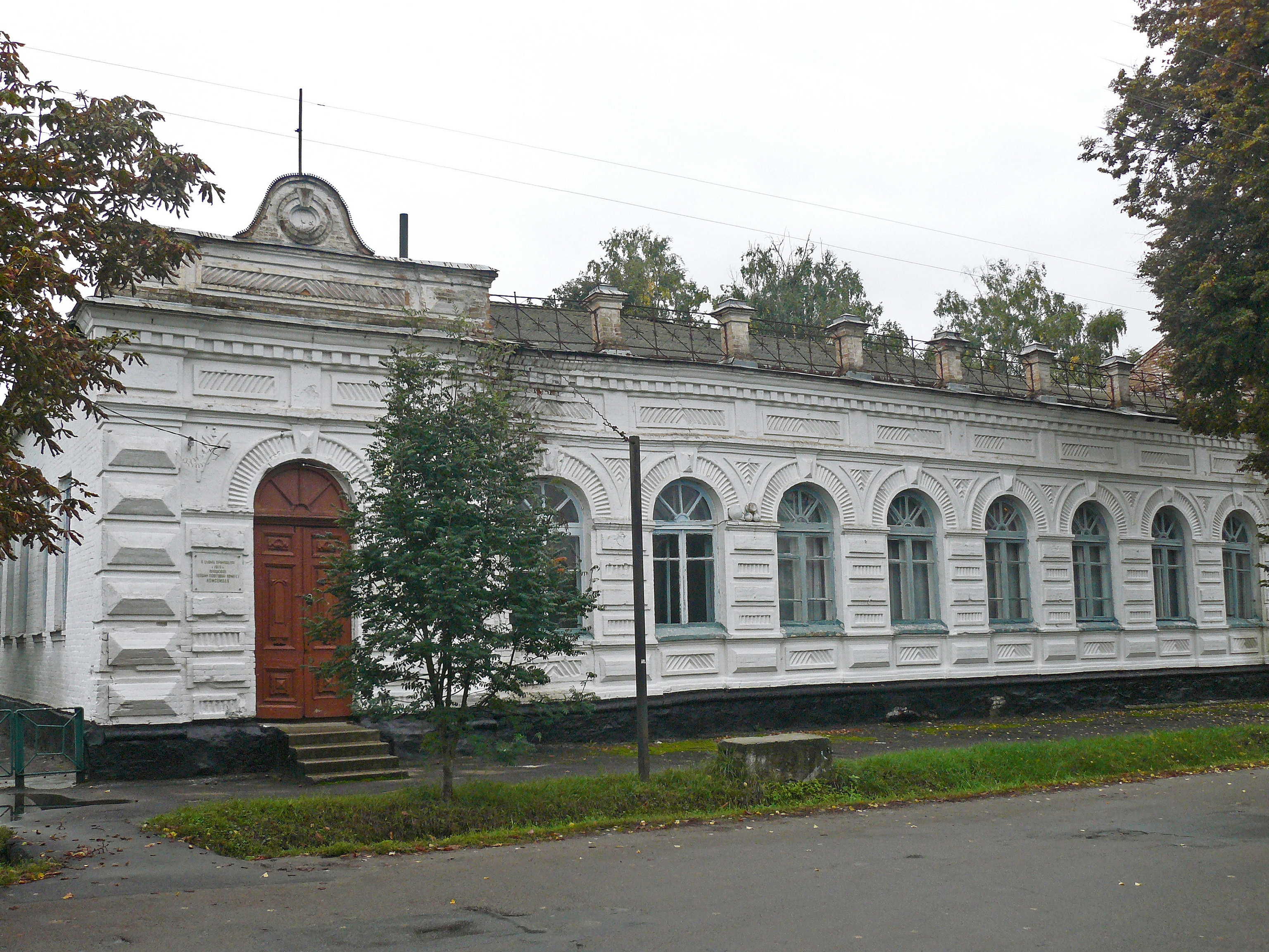
Edifici històric
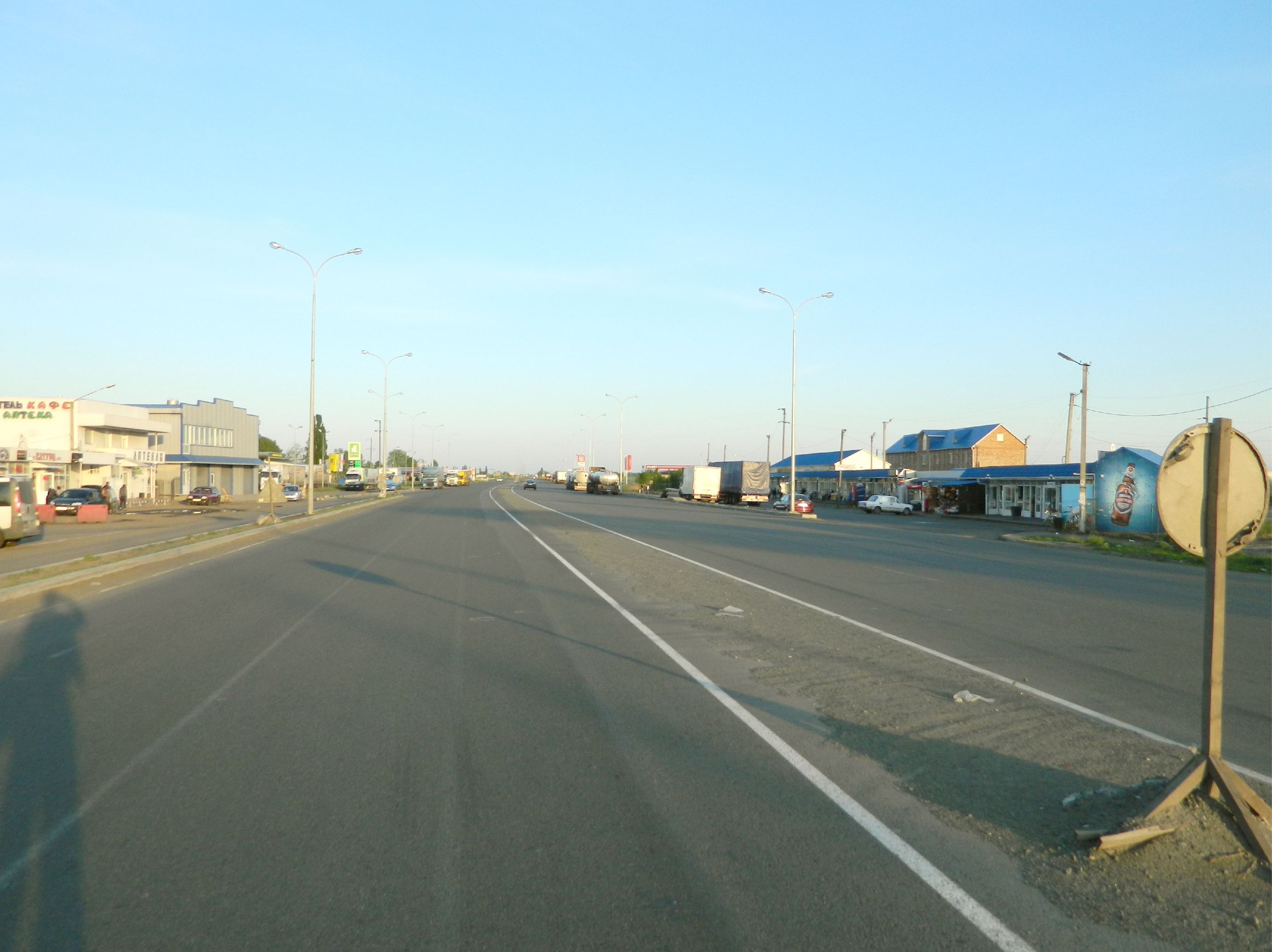
Carretera M03 a Piriatin
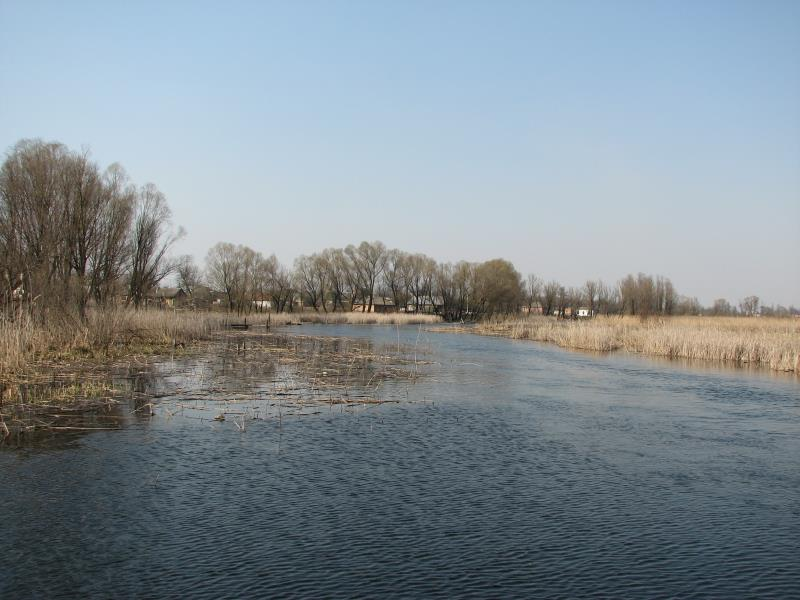
Riu Udaj prop de Piriatin